# Agra schwarzeneggeri
Agra schwarzeneggeri (Erwin, 2002) — вид жуків із родини турунів, названий на честь актора Арнольда Шварценеггера. Отримав цю назву через «помітно розвинені (біцепс-подібні) середні стегна самців цього виду, що нагадують актора статурою». Голотип був знайдений в Коста-Риці і науково описаний 2002 року.